# 滋賀県道211号八日市停車場線
滋賀県道211号八日市停車場線（しがけんどう211ごう ようかいちていしゃじょうせん）は、滋賀県東近江市を通る一般県道である。

## 概要
近江鉄道本線・近江鉄道八日市線 八日市駅前から東近江市八日市浜野町に至る。駅前から東へと伸びる通称、駅前グリーンロードの一部となっている。

### 路線データ
- 起点：東近江市八日市浜野町（近江鉄道本線・近江鉄道八日市線 八日市駅前）
- 終点：東近江市八日市浜野町（浜野町交差点、滋賀県道13号彦根八日市甲西線交点、滋賀県道216号雨降野今在家八日市線終点）
- 総延長：0.2 km

## 歴史
- 1958年（昭和33年）7月26日 - 滋賀県告示第291号により八日市停車場東本線として路線認定[1]。
- 1968年（昭和43年）6月24日 - 八日市停車場線に変更。

## 路線状況

### 通称
- 駅前グリーンロード

## 地理

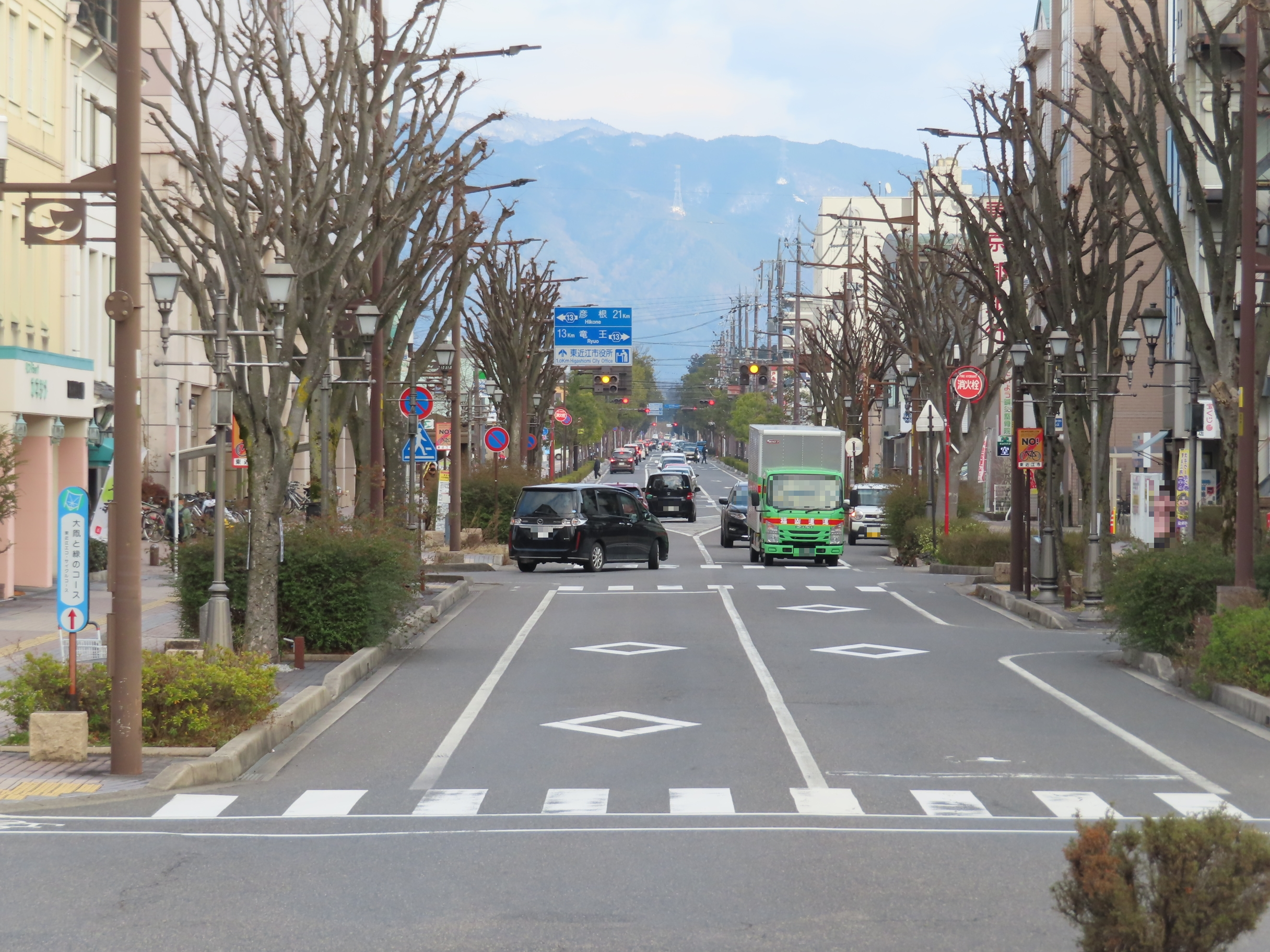
近江鉄道本線・近江鉄道八日市線 八日市駅から浜野町交差点に向けての路線全景（2022年1月）

### 通過する自治体
- 東近江市

### 交差する道路
| 交差する道路                                                                                   | 交差する場所 | 交差する場所        |
| ---------------------------------------------------------------------------------------------- | ------------ | ------------------- |
| 滋賀県道13号彦根八日市甲西線 / 大凧通り 滋賀県道216号雨降野今在家八日市線 / 駅前グリーンロード | 八日市浜野町 | 浜野町交差点 / 終点 |

### 沿線
- 近江鉄道本線・近江鉄道八日市線 八日市駅
- ホテルルートイン東近江八日市駅前
- 関西みらい銀行 八日市西支店
- アル・プラザ八日市